# Mk 41 (система вертикального запуску)

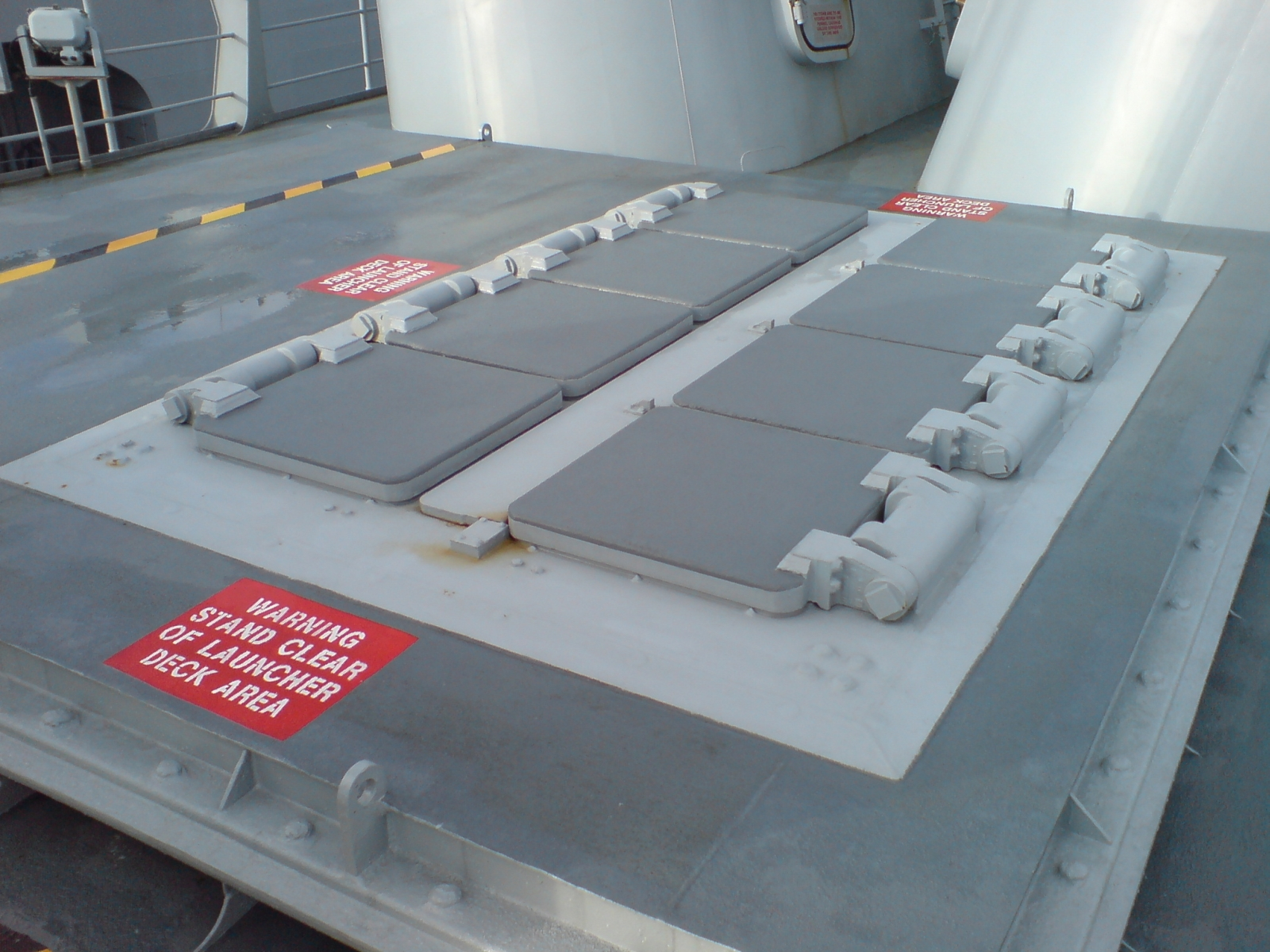
Модуль Mk 41 VLS на 8 комірок

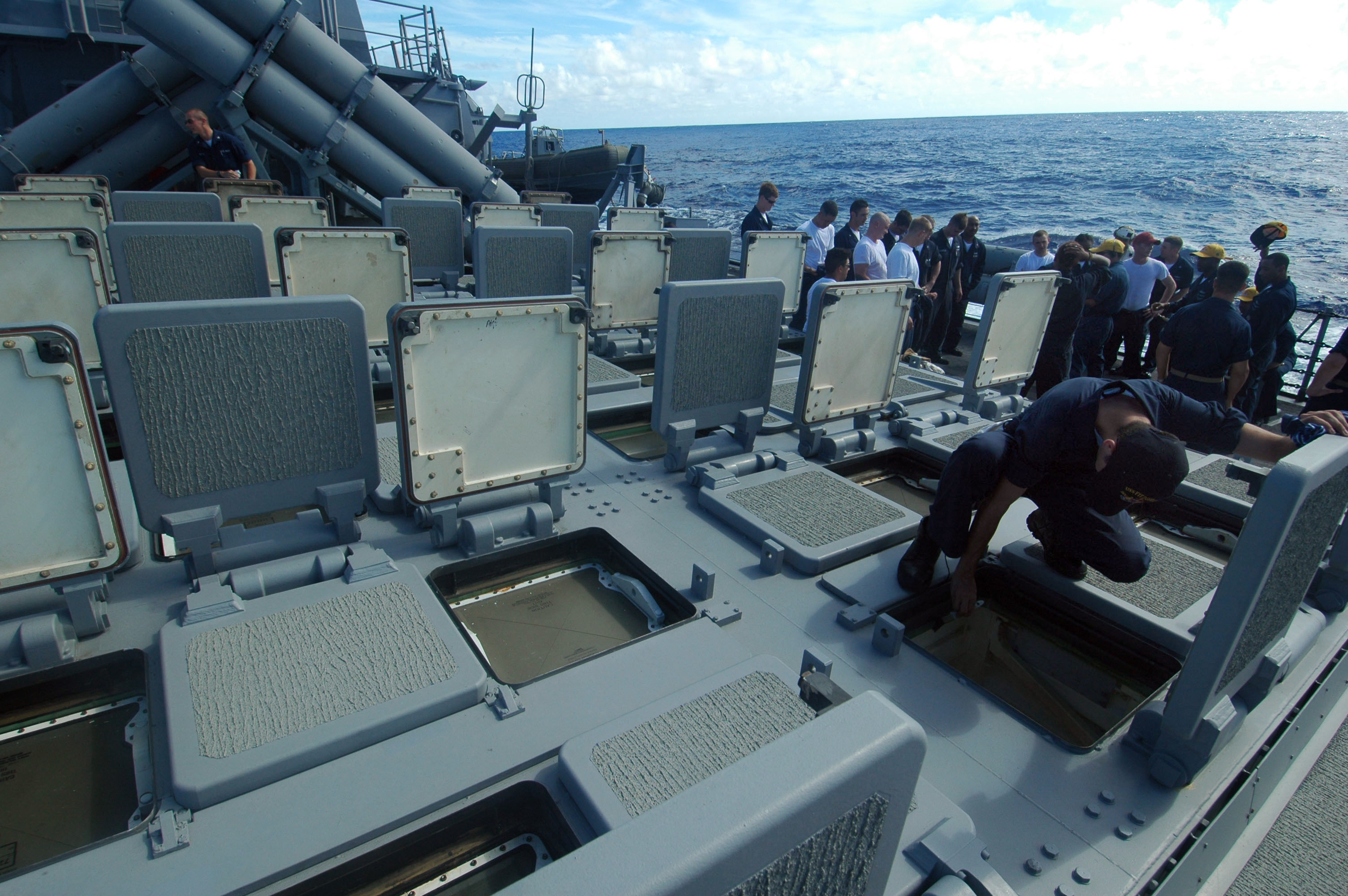
Контроль системи Mk 41 VLS

Mk 41 вертикального старту (англ. Mark 41 Vertical Launching System (Mk 41 VLS)) — з 1982 року є основною універсальною модульною корабельною системою зберігання, перевезення та вертикального запуску керованих ракет різного призначення. Використовується кораблями ВМФ США, Канади, Японії, Туреччини, Німеччини, Іспанії, Нідерландів, Австралії, Нової Зеландії.
У ВМС США система Mk 41 VLS є основним озброєнням ракетних крейсерів класу Ticonderoga, ракетних есмінців класу Arleigh Burke, що складають основу ударних сил флоту.
З даної системи можуть запускати ЗКР Standard, SM-2, SM-3, SM-6, RIM-7 Sea Sparrow, RIM-162 ESSM, протичовнові ракето-торпеди ASROC, крилаті ракети BGM-109 Tomahawk.

## Історія
Система поступово розвивалась з 1960-х років. Концепція Mk 41 була сформована 1976 року як засіб запуску зенітних ракет Standard Missile RIM-66, але ВМФ США постановив використовувати систему вертикального старту для крилатих ракет Tomahawk, через що довелось переробляти систему Мк 41 для більших ракет. Першу систему встановили на дослідному кораблі AVM-1 і здійснили перший запуск на ракетному крейсері USS Bunker Hill (клас Ticonderoga).

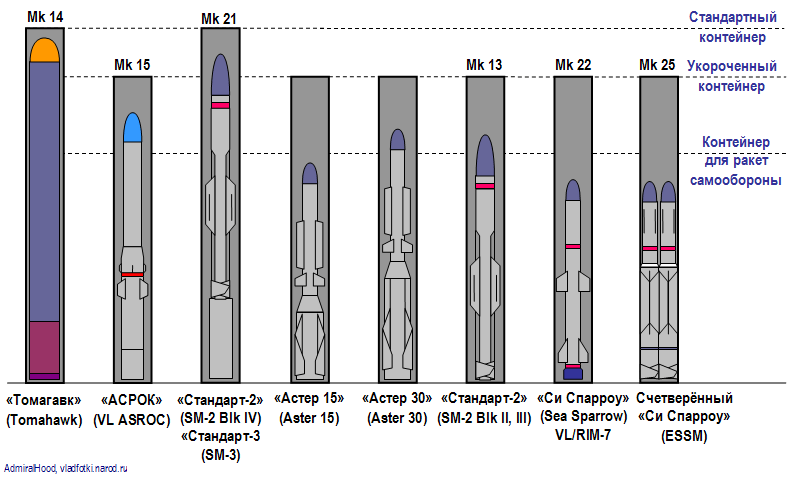
Типи контейнерів

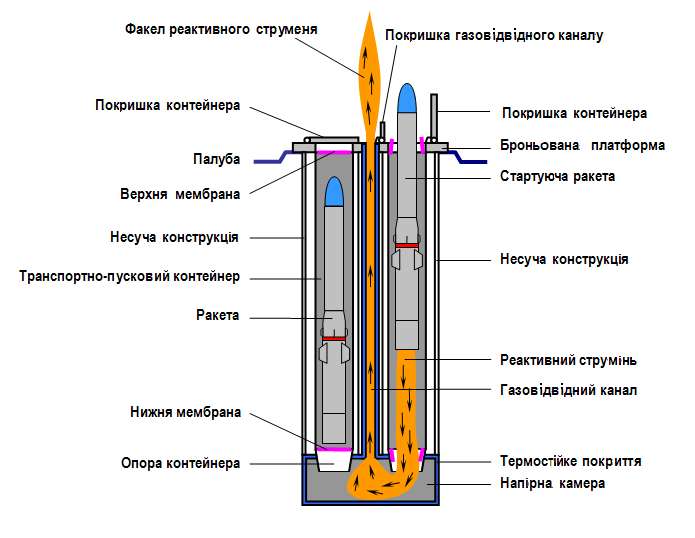
Система запуску

Mk 41 VLS в основному складається з 4 чи 8 модулів з 8 комірками (8-Cell Module) для герметичних сталевих контейнерів з ракетами. У кожній системі 3 відділення займає кран для завантаження ракет, через що система може прийняти 29 чи 61 контейнери з ракетами. Висота модулів 5,3 м для зенітних ракет, 6,8 м і 7,7 м для тактичних ракет. Вага 8-коміркового модуля становить відповідно для версій 26 800, 29 800, 32 000 фунтів. Контейнери з ракетами не потребують перевірки на кораблі, після завантаження у комірку вони готові для запуску. Конструкція контейнерів дозволяє завантажувати ракети різних діаметрів, довжиною 7,6–5,2 м. У кожному контейнері розміщується по одній ракеті кожного типу, крім ракети RIM-162 ESSM, яких встановлюють 4 у контейнері. Кожен модуль здатен самостійно в автоматичному режимі готувати до запуску по ракеті в одній з 4 комірок (одночасно 2). З однієї системи може запускатись щосекунди по 1 ракеті. Кількість ракет певного класу завантажується у відповідності з бойовим завданням корабля. Mk 41 VLS містить модуль контролю старту (англ. Launch Control Units), панель дистанційного запуску (англ. Remote Launch Enable Panel), панель статусу (англ. Status Pane). Модуль контролю старту отримує команди з багатофункціонального корабельного комп'ютера (англ. Multi-Function Computer Plant - MFCP). Система автоматично обирає необхідну для запуску ракету і передає команду на підготовку до старту. Зазвичай модуль контролю старту керує 4 комірками, однак при потребі по команді MFCP кожен модуль може контролювати роботу всієї Mk 41 VLS. При старті гази з ракети спрямовуються з комірки спеціальною системою до центру модуля, звідки вони виводяться вертикально догори, що зберігає комірку і ракету від пошкодження високою температурою. Система Mk 41 VLS інтегрально пов'язана з системою AEGIS чи Aegis BMD за допомогою системи управління боєм (англ. Aegis Combat System).
Власне поява системи AEGIS, здатної контролювати до 100 цілей і бути спроможною контролювати політ ракет до 18 з них, призвела до появи Mk 41 VLS. До неї використовували спарені установки, що вимагали тривалого часу для перезаряджання.

### Mk 57 VLS

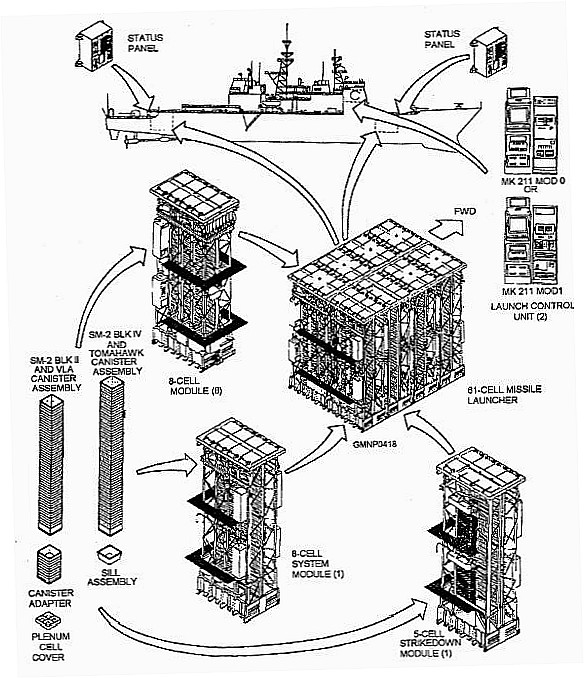
Діаграма управління системою Mk 41

Подальшим розвитком Mk 41 VLS є Mk 57 VLS компанії Raytheon, що має лише 4 комірки і систему управління відводом струменя газу при старті і розрахована на 45 % збільшення масової частки виділення газу ракетними двигунами (вага ракети 33 600 фунтів).

## Модифікації Mk 41 VLS
- MK 41 Mod 0 — Крейсери класу Ticonderoga 61 комірка
- MK 41 Mod 1 — крейсери класу Spruance[1] 61 комірка
- MK 41 Mod 2 — есмінці класу Arleigh Burke DDG-51 — DDG-78 29 комірок на носі, 61 комірка на кормі
- MK 41 Mod 3 — Фрегати типу «Бранденбург» 16 комірок
- MK 41 Mod 5 — фрегат класу Anzac[2]
- MK 41 Mod 7 — есмінці класу Arleigh Burke DDG-79 to DDG-91 31 комірка на носі, 64 комірки на кормі
- MK 41 Mod 8 — фрегат класу Barbaros[3]
- MK 41 Mod 10 — фрегат класу «Саксонія»
- MK 41 Mod 15 — есмінці класу Arleigh Burke DDG-92 і наступні 31 комірка на носі, 64 комірки на кормі
- MK 41 Mod 16 — фрегати класу Аделаїда

## Застосування по країнах
- Австралія
- фрегати класу Adelaide 8 комірок
- фрегати класу Anzac[2] 8 комірок
- Данія
- фрегати класу «Івер Гюітфельд» — 32 комірки
- Іспанія
- фрегати класу «Альваро де Басан» — 48 комірок
- Канада
- есмінці класу Iroquois[en] 29 комірок
- Нідерланди
- фрегати класу «Де зевен провінцієн» 40 комірок
- Німеччина
- фрегати класу «Саксонія» 32 комірки
- фрегати класу «Бранденбург» 16 комірок
- Нова Зеландія
- фрегати класу Anzac[2]
- Норвегія
- фрегати класу Fridtjof Nansen[en]
- Південна Корея
- есмінці класу Chungmugong Yi Sun-sin[4] 32 комірки
- есмінці класу Sejong the Great[5] 80 комірок
- Таїланд
- фрегати класу Naresuan[6] 8 комірок
- Туреччина
- фрегати класу G[7] 8 комірок
- фрегати класу Barbaros[3] 16 комірок
- США
- есмінці класу Spruance[1] 61 коморка
- есмінці класу «Арлі Берк» 96 коморок
- крейсери класу Ticonderoga 122 коморки
- Японія
- есмінці класу Atago[8] 96 комірок
- есмінці класу Kongō 96 комірок
- гелікоптерні есмінці класу «Хюґа» 16 комірок

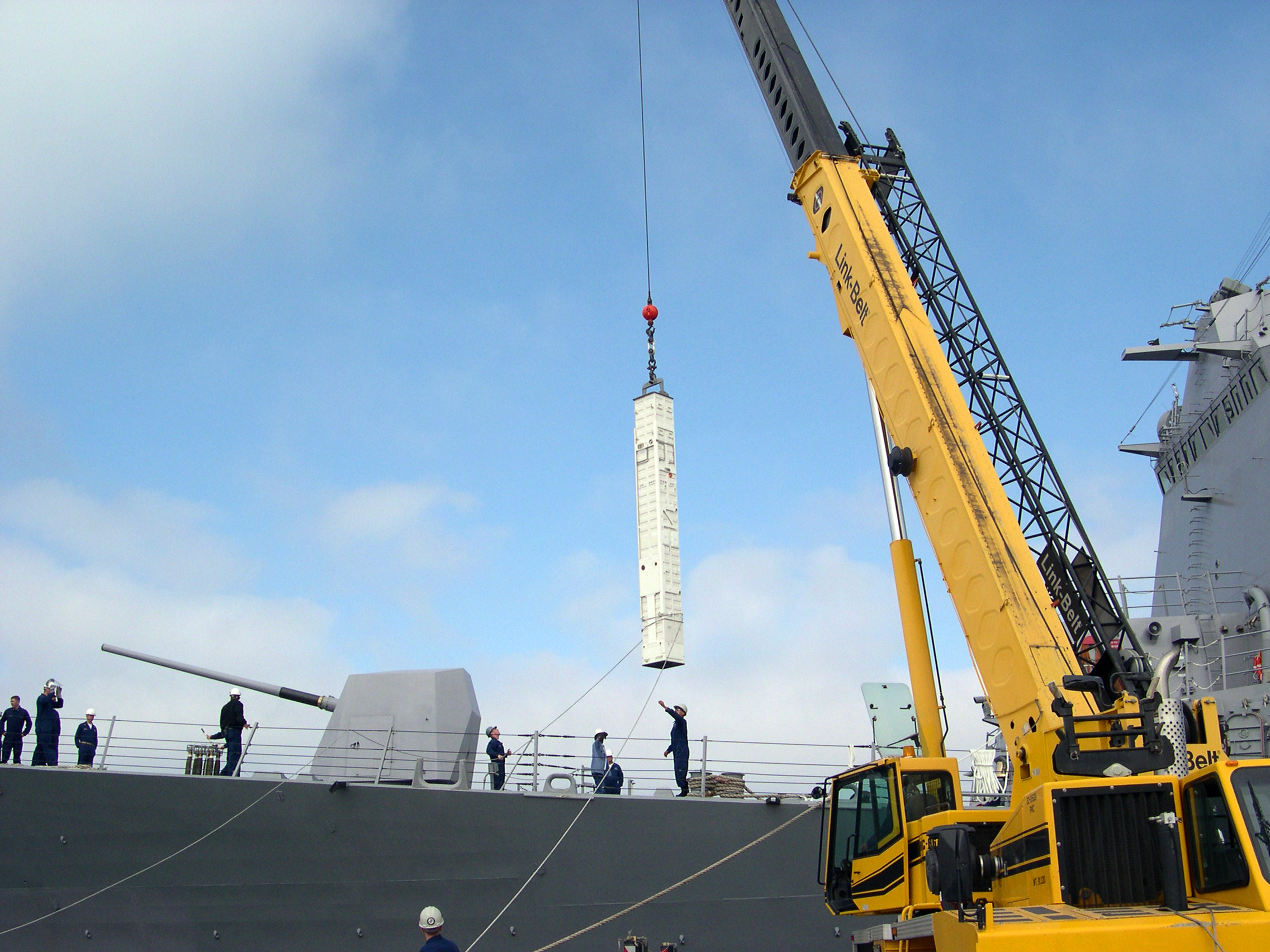
Завантаження контейнеру з ракетою

- есмінці класу Murasame[9] 16 комірок
- есмінці класу Takanami[10] 32 комірки
- есмінці класу Akizuki[11] 32 комірки